# Carlos Pacheco (judoka)
Carlos Alberto „Fuscão” de Campos Pacheco (ur. 8 czerwca 1957 w São Paulo) – brazylijski judoka. Olimpijczyk z Montrealu 1976, gdzie zajął dwunaste miejsce w wadze półciężkiej.
Uczestnik mistrzostw świata w 1979 i 1981. Triumfator igrzysk panamerykańskich w 1979. Złoty medalista mistrzostw panamerykańskich w 1976 i srebrny w 1978. Trzeci na MŚ juniorów w 1976 roku. 

## Letnie Igrzyska Olimpijskie 1976
| Konkurencja | Eliminacje           | Eliminacje          | Eliminacje             | Klas. końcowa |
| Konkurencja | Przeciwnik I         | Przeciwnik II       | Przeciwnik III         | Miejsce       |
| ----------- | -------------------- | ------------------- | ---------------------- | ------------- |
| 93 kg       | Mario Vecchi (ITA) Z | José Ibáñez (CUB) Z | Jean-Luc Rougé (FRA) P | 12.           |